# Code Geass: Akito the Exiled
Code Geass: Akito The Exiled (コードギアス 亡国のアキト Kōdo Giasu Bōkoku no Akito?, lit. Akito, el exiliado) es una serie de OVAs cinematográficos realizados por el estudio Sunrise. Fueron dirigidos por Kazuki Akane y coescritos por Miya Asakawa, además de presentar nuevos diseños de personajes de CLAMP (con adaptaciones de Takahiro Kimura) y diseño de Knightmares de Akira Yasuda.
Fueron anunciados en el material extra del OVA Code Geass: The Miraculous Birthday, entre finales de 2009 e inicios de 2010 titulado como una historia alterna o Gaiden, refiriéndose al caso. Su anuncio de lanzamiento fue en enero de 2012 junto con otros proyectos relacionados con la franquicia y su fecha oficial fue el 4 de agosto de ese mismo año, teniendo que esperarse hasta febrero de 2013 para su lanzamiento en Blu-ray. Con muchos de sus retrasos, la obra en sí se convirtió en el más esperado proyecto desde un principio. La trama de Akito se sitúa entre Code Geass - Lelouch Of The Rebelion y R2, además de presentar novedades nunca antes vistas en la serie original. Su episodio final fue lanzado el 6 de febrero de 2016, dando inicio a múltiples eventos de la saga de Code Geass.

## Argumento
En el año 2017 del Calendario Imperial, Zero es capturado y la Orden de los Caballeros Negros es derrotada, poniendo fin a la Rebelión Negra con la segunda derrota de Japón. A partir de ese entonces, El Sacro Imperio de Britannia busca colonizar las tierras de la República Unida de Europia, una superpotencia con la cual sigue teniendo un conflicto bélico. Para ello, la armada de E.U forma un escuadrón que se conoce como la unidad "W-0", la cual consiste en jóvenes japoneses (quienes no son considerados ciudadanos), deben luchar contra las fuerzas enemigas y recuperar una unidad aliada perdida, localizada en la Euro Britannia. La lucha compensa la libertad de los japoneses y un hogar al que pueden regresar, solo si logran sobrevivir dentro de un 5%.
La obra desarrolla sus historias en 2 secciones divididas de Europa: Una es su república democrática (particularmente Francia) y la subsiguiente Euro Britannia, con la que normalmente se desarrollan los conflictos, en particular con los caballeros de San Miguel. El esquadrón "Wyvern", está localizado en el castillo Weiswolf donde conviven los protagonistas y donde se desarrolla las partes dramáticas de la obra. Por otra parte, los personajes de la Euro Britannia desarrollan sus acciones en castillos, palacios, e incluso en las bases cuando están batallando. Si bien Euro Britannia es la franja enemiga principal, a ésta se le suma Britannia con Suzaku Kururugi y Julius Kingsley como sus representantes. 

### Capítulo 1: El Wyvern ha aterrizado
En el año 2010 a.t.b , el Sacro Imperio de Britannia , mientras continúa su largo conflicto con la Unión Europea , de repente invadió la nación oriental de Japón, y le cambió el nombre como el "Área 11". Como resultado de esto, los japoneses en las demás partes del mundo, se les dio el destino de ser exiliados como "Elevens". Después de siete años, la U.E continua en desventaja y el ejército reúne Elevens que no son ciudadanos formales y los establece en la Unidad "W-0" por el bien de enfrentar al enemigo en operaciones peligrosas con tasas muy bajas de supervivencia. El 132° Regimiento del ejército europeo fracasa en recapturar San Petersburgo y queda rodeado por el ejército Euro Britanno en la ciudad de Narva. La Unidad "W-0" pasó el fin de llevar a cabo la operación de retirada de Narva por el bien de rescatarlos. Akito Hyuga también se dirigía al campo de batalla junto con los pilotos tripulando el Knightmare Frame producido en masa de la "W-0", el Alexander. Pero el comandante Anou, quien dirigía el comando de la operación de la "W-0", cambió los planes para proteger el 132° Regimiento sacrificando a muchos soldados Elevens. Sin embargo, el error de ese plan llegó a ser claro para los ojos de todos en ese momento, todo gracias a su ayudante, Leila Malcal.
Akito Hyuga estaba en la peor circunstancia del campo de batalla. La estrategia de retirada de Narva, en ás de rescatar el 132° Regimiento de la República de Europa, que fue rodeada por el ejército europeo de Britannia. El sistema de autodestrucción que había sido instalado en los Alexander, acaba con los compañeros de la "W-0" debido a la incompetencia del comandante, quien dependió de ataques kamikazes. Akito se desarrolla en un combate sin sentido que termina en este campo de batalla a la adversidad. Y cuando todo el mundo esperaba la aniquilación de la unidad, el oficial del Estado Mayor promueve la unidad "W-0" a la reciente comandante Leila Malcal, junto a su reciente subordinado teniente coronel, Akito Hyuga.
El único camino que quedaba por Akito era seguir luchando por el bien de su vida en la tierra de la U.E mientras era despreciado como un Eleven. Sin embargo, descubrirá que no es el único quien había perdido sus hilos y que continuó luchando por su bien estar. El conjunto dirigido por Ryo Sayama, comienza un plan determinado con el fin de ganar su libertad.
Luego de la ceremonia de la familia Malcal, Ryo y su equipo se deshace de la mafia para vengar a sus caídos y obteniendo así un robado Glasgow. Mientras tanto, Leila y el General parten desde París hacia el Castillo Weisswolf, y durante el camino, el General Smilas platica con la comandante sobre la situación de Europa con el derribe del Antiguo Régimen en Francia, las ideologías de su padre y la situación de los elevens exiliados en el Viejo Continente. Y durante la travesía de una ciudad en construcción, el puente explota logrando colapsar algunos jeeps del ejército y los camiones de carga. La bomba explotada por Yukiya dio pie a que Ryo salga de su escondite con el Glasgow eliminando toda la seguridad de la armada europea para que Ayano tenga la libertad de atrapar al general, una vez que este salga del auto cuya bomba explote debajo de este vehículo. Para la sorpresa del grupo, Akito sale con su Gardmare para enfrentarse al Glasgow terrorista y sacrifica su equipo expulsándose de su cabina para después, destrozar la pierna del vehículo de Ryo con un arma especial. Finalmente, Akito detiene a Ryo, Leila detiene a Ayano y a las amenazas de Yukiya. Después de una charla, Leila los incorpora a su escuadrón compadeciéndose de ellos y al final lo aceptan.
En el Oriente Europeo, el Líder de los Caballeros de San Miguel, Michele Manfredi, charla con su subordinado Shin Hyuga Shaing sobre el ataque del Fantasma de Aníbal que derrotó a la armada de San Rafael. Tras tomar la decisión de trascender al enemigo, y emocionarse por lo dicho, Shin aprovecha en pedir el mandatario de la armada, pero esta petición es rechazada por Manfredi y lo convenció de crear un nuevo mundo, alegando que siempre confió en Shin como su hermano de sangre. Este dicho despertó un recuerdo sobre su "pasado" que Shin no quiere mencionar, y lo rechaza personalmente para después utilizar su Geass en Manfredi, quien comete un suicidio con su propia espada.
Ya de vuelta en el Castillo Weiswolf, el ambiente cambia en una madrugada cuando Leila decide visitar los bosques donde encuentra a un compadecido Akito, que enterraba a sus caídos compañeros de la batalla de Narva. El escucha las voces de sus compañeros confirmando que sus familias ya tienen un hogar como ciudadanos europeos, pero que Akito no dispone de una familia a la cual proteger ni de una nación por la cual luchar, dando a entender que está solo en esto. Leila le pregunta a Akito por su estado de ánimo, a lo que este responde que estaba hablando recién con las víctimas de Narva, y le explica que la razón de esto, es porque él ya había muerto desde hace un tiempo.

### Capítulo 2: El Wyvern dividido
En el Palacio de Catalina, se asciende como líder de Los Caballeros de San Miguel a Shin Hyuga Shaing, y uno de los líderes despierta una sospecha hacia él; Andrea Farnese, quien había luchado contra Akito antes.
Ha pasado un mes desde los acontecimientos de la batalla de Narva, y del el intento de secuestro del General Smilas, y Leila sabe que este periodo pacífico se está agotando. Todo el equipo personal del Castillo Weiswolf desconfía de los nuevos reclutas, y estos últimos tienen planeado abandonar el sitio. Las nuevas órdenes llegan a Leila, quien debe lidiar con el "cruel contenido" de la misión, que consiste dejarlos en medio de las líneas enemigas. En un afán para no perder más soldados en batalla, Leila convence a Ryo, Ayano y Yukiya de que se permanezcan en el escuadrón, después de que estos 3 burlaran los sistemas de seguridad de la instalación, y luego ella les revela a toda la organización que también formara parte de la unidad en el combate con el uso de vehículos no tripulados.
Para esto, deciden utilizar un transportador espacial (bautizado como "El Carruaje de Apolo") para confundir a la armada oriental y caer finalmente detrás de las líneas enemigas con el fin de contrarrestar la invasión de Britannia. Sin embargo al aterrizar, los 3 nuevos reclutas deciden atacarlos para obtener sus Knightmares de manera libre, pero esta subversión es interrumpida por el bombardeo lanzado con cañones de larga distancia desde Britannia, por lo que todo el equipo escapa del área de hostilidad, y se encuentran con un escuadrón de Knightmares de Britannia que es fácilmente destruido por el escuadrón Wyvern, siendo observados por Shin y Jean Lowe desde su base móvil, tomando la decisión de ir a investigarlos de cerca.
Ya en Slonim, la unidad W-0 recorre la abandonada ciudad y rápidamente son emboscados por el Equipo Ashura, que destruyen a los drones y entran en un combate cuerpo a cuerpo con el bando enemigo. Akito y Leila deciden abrir el paso, pero se detienen al ver a Ashley Ashura, quien los estaba esperando desde el Techo de la Iglesia Ortodoxa de la Transfiguración, dando inicio a la verdadera batalla, que logra despertar los instintos asesinos de Akito retransmitiéndose inmediátamente en Ayano, Ryo y Yukiya a través de los neurodispositivos instalados en la cabina de los Alexander librando una frenética pelea quien deja confusa a Leila sobre la situación, y a la neurocientífica Sophie Randle, desde la sede. Mientras más turbia se ponía la pelea, Shin y Jean deciden ir en ayuda para el Equipo Ashura, quienes perdieron la ventaja inicial, al punto donde se estaba librando la batalla final entre Akito y Ashley, que culmina en una plaza frente a la Iglesia Ortodoxa de la Transfiguración, donde un subornidado de Ashley se interpone sacrificando su vida por la de su maestro. Con Johannes muerto y Ashley derrotado, tenemos a un confuso y agotado Akito que a través del efecto del Geass, ve su momento de muerte; Su hermano trata de asesinarlo usando su Geass gritando que muera, siendo esta escena es percibida por Ayano, Yukiya y Ryo quienes logran entrar en razón sin lograr entender el porqué de la situación, pero terminan desprevenidos ante un rápido ataque enemigo que los deja fuera de combate.
Mientras todo el equipo de la W-0 se reunía, un imponente Knightmare dorado adaptado como un centauro deja inmóvil al Alexander de Akito cortando sus extremidades, y le ordena a Ashley que se retire. Ante todo el escuadrón, se revela como el hermano mayor de Akito y decide manipularlo para que éste muera en su lugar tomando un puesto en los Caballeros de San Miguel con anticipación, pero Ryo detiene el proceso disparándo la locación de Shin, y le grita a Akito para que reaccione. Shin es informado de que las tropas europeas están tomando territorio y decide abandonar el sitio no sin antes advertirle a Akito que volverá por él, y en la sede del Castillo Weiswolf, festejan el éxito de la misión con la retirada de la franja enemiga tomando a Slonim como territorio europeo y la supervivencia del escuadrón de Leila, pero desafortunadamente, la reciente victoria terrenal vuelve a Euro Britannia.
Mientras tanto en la Estación Central de San Petersburgo, Michael Augustus, quien es la mano derecha del Gran Duque de Verance, recibe al recientemente promovido Knight Of Seven Suzaku Kururugi quien le abre el paso a Julius Kingsley: el consejero militar enviado desde la nación patria que dirigirá las planificaciones operativas contra la Frente de Europa. Al mismo tiempo, en Varsovia, todos los soldados europeos se relajan en un puesto del ejército. La comandante Leila le informa al teniente Akito Hyuga que pronto volverán a su base de operaciones, pero también ella le pregunta sobre los conflictos con su hermano, a lo que Akito responde que la razón por la cual lo está buscando para asesinarlo es por el simple hecho de ser su hermano menor, a pesar de su largo periodo de ausencia. Leila trata de convencerlo para que lo perdone, pero Akito insiste en que ya murió una vez, y que por eso cuando le devuelva el favor, lo matará.

### Capítulo 3: Las caídas brillantes
Al llegar en el Palacio de César de la Euro Britannia, Julius Kingsley se establece como autoridad máxima tras revelar al Gran Duque de Verance, a Michael Augustus y a los 4 Caballeros Sagrados su posesión del Cetro Imperial. Mientras tanto, en el Castillo del frente Europeo, Klaus está pescando mientras Anna le da de comer a Elizabeth, solo para ser rechazada por esta última. La ausencia de la comandante Leila preocupa a su propia amiga.
Y efectivamente, ha pasado 1 mes desde los acontecimientos ocurridos en Slonim y su continuación permaneciente dentro de Varsovia debido a la falta de información de la sede principal. La W-0 parte hacia una feria para conseguir mercadería con el ID perteneciente a Leila Malcal, solo para que al final fuera desactivado por el excomandante Pierre Anou, quien por casualidad buscó vengarse de la misma persona que lo relevó de su cargo. Durante ese entonces, Akito comienza a ser hablado por una clarividente quien notaba su situación personal sobre su pasado y todos quedan afuera debido a la falla del sistema provocado por Anou. Finalmente, la anciana clarividente se muestra ante Akito y comienza a reiterar sobre su situación, causando que éste la derribe sin compasión alguna haciendo que se lastime la rodilla, y rápidamente es atendida por su grupo de gitanas y de la misma W-0. Enterándose de que el escuadrón quedó afuera del ejército, parten hacia las afueras de la ciudad para trabajar para las gitanas a cambio de estadía y alimentación fomentando en Leila, un deseo de ser servicial.
Mientras en el Castillo Weiswolf hacían un pedido de búsqueda por Leila, Shin compartía tiempo con su familia noble y Julius pregaba por Agua, Leila revela su pasado a Akito en una noche de insomnio donde hablaba del atentado contra sus exiliados padres, la familia Briesgau. Aquí se revela como Leila escapa del bombardeo en serie, y a la siguiente noche después de cenar, la anciana clarividente revela la continuación de su historia; Leila estando lejos de la explosión del coche, cae en un lago donde estuvo a punto de morir congelada, de no ser por la bruja que la salvó proponiéndole un contrato que le permitiría vivir una vida diferente. Sin embargo, la bruja C.C se da cuenta de que Leila era muy joven para utilizar ese poder, así que le otorga un plazo de decisión hasta que fuera adulta. De ahí en más, nunca más la volvió a ver. Yukiya logra recomponer los datos del ID de Leila dándole una "lección" a Anou por descuidos mientras Ayano le regala su arma "confiscada" a Akito, dejando todo para la última noche de travesía; La ceremonia de despedida estaba siendo disfrutada por el grupo de gitanas y el escuadrón salvo Akito, cuyo trauma despertado por esta similitud no permitía que fuera feliz en este momento llegando a confesarle a Leila que fue asesinado 2 veces siendo la segunda por su hermano de forma directa, quien ya había acabado con toda su familia salvo él, quien logró sobrevivir de forma misteriosa. Finalmente es consolado y tras acabar la fogata, se despidieron de las gitanas al día siguiente.
Mientras tanto, Julius descubre la existencia del "Fantasma de Anibal" y pide la colaboración de Shin, con Ashley Ashura dirigiéndose sobre los helados picos de Groenlandia hacia la base minera de Sakuradita por parte de Yotsuba, donde aborda la nave Galia Grande propulsada por Kingsley desde el centro operacional de comandos para dar paso a su siguiente plan: un apagón recorre las calles de París y de gran parte de Europa. Todas las comunicaciones son interrumpidas mediante el hackeo dando la presentación de Julius Kingsley como el grupo terrorista Ark Fleet, quien informa que fueron ellos que causaron el apagón lanzando una bomba con restos de Sakuradita sobre la planta de energía. Tras el cese de transmisión, el miedo impulsado por el Frente de Liberación generó disturbios sociales cuyos rumores políticos sobre el escape de estos aumentó la furia de todo el estallido, causando en Smilas la consideración de generar un Golpe de Estado. Ante el desagrado y sorpresa de varios en el Palacio de César, Julius ordena al Archiduque de Verance que ataque con todo su pelotón, pero estando en un desacuerdo por poner a vidas inocentes, Kingsley lo encierra por traición al Emperador teniendo el apoyo de Shaing y el enojo de Gaudefroy. Posteriormente, el escuadrón detecta la fuerte presencia de rumores y finalmente se confirma que es una campaña sucia de Britannia para generar pánico, cuando Johan (el hermano y futuro prometido de Leila) le informa por teléfono acerca de este hecho gracias a un telegrama.
Julius y Shin disputaban una partida de ajedrez la cual este último pierde y Julius aprovecha la ocasión para proponerse como el nuevo líder de la Euro Britannia. Mientras se interesaba por transpolizar su partida a la situación actual, logra desatar un máximo crédito de orgullo y confianza a nombre del emperador que, finalmente, logra entrarlo en un estado crítico de inestabilidad: Llega a recordar como el emperador usó su Geass en él, y como éste en realidad no le importaba en absoluto debido su fijación en el Ragnarok; Era Lelouch quien logró recobrar el conocimiento temporalmente preguntándose donde estaba, revelándo incluso su posicionamiento en el Asentamiento de Tokio y la Isla Kamine, solo para volver a ser sellado con el geass de Charles, dándole a entender a Shin (que además de la estrategia que planeó contra Europa) que Julius es en realidad, el rebelde terrorista Zero. Suzaku niega los dichos de Shin y lo amenaza con dispararlo si continúa desafiándolo, a lo que Shin prosigue reflejándo la comparación (e ironía) entre ambos. No contento con este dicho, Suzaku dispara solo para ser interrumpido por Jean y todo el equipo de los Caballeros de San Miguel quienes trataron de aplastarlo pero Suzaku salta, llama al Lancelot con su llave y activa su equipo. Comienza aquí una batalla en el recinto imperial, en la que el Lancelot derrota a gran parte del escuadrón, y continúa su batalla contra los Knightmares restantes estando el Gracchus de Jean como el rival principal, todo esto mientras Shin se acercaba a asesinar a Kingsley con el arma que arrojó Suzaku. El punto máximo se desencadena cuando finalmente, resurge toda la personalidad de Lelouch liberándose del parche revelando su Geass en su máximo esplendor ante la sorpresa de Shin, quien lo reconoce como el 11° Príncipe del Imperio antes de que Lelouch se desmaye exclamando el nombre de Nunally. Tras derrotar a Jean, Suzaku termina encarcelado por el hermano de Akito Hyuga.
En el cuartel general de Smilas, dieron la aprobación para iniciar el golpe de Estado. Sin embargo, dicha transmisión es inmediatamente interrumpida por una misteriosa mujer relacionada con su pasado: La administradora del Espacio - Tiempo. Una code quien advierte a Smilas y le exige la vida de Shin Hyuga Shaing, a lo que éste reconoce que el también obtuvo un contrato con ella, y mientras tanto, Shin informa en el parlamento sobre la identidad de Julis como Zero y de como ya no pueden confiar más en Britannia. Él propone una guerra aprovechando el arresto del Archiduque (con la transferencia gubernamental hacia la casa de nobles)y asesinando a quien se rehúse, mostrando las cabezas cortadas de Gaudefroy y Raymond, los antiguos líderes de las otras armadas siendo los Caballeros de San Rafael los únicos sobrevivientes, lo que confirma para Andrea Farnese de que Shin asesinó a Manfredi, del cual Andrea prometerá venganza. 
Mientras tanto, de vuelta en el castillo Weiswolf, Leila informa sobre la estrategia de Euro Britannia y del engaño que produjo relacionado con el video. Sin embargo, afirma la existencia de Ark Fleet y de su nave preparada para el bombardeo psicológico aunque no descarta la defensa que puede llegar a tener. Todo el equipo del escuadrón está de acuerdo con excepción de Akito en dirección de andar por su propia cuenta generando una disputa entre éste y Ryo, donde finalmente Akito termina convencido de andar en Equipo. Mientras que en el Palacio de la familia Shing, Shin hechiza a su hermana Alice bajo los efectos del Geass y se despide de ella con un gesto de cariño.

### Capítulo 4: Memorias del rencor
Poco después del parlamento de la Casa de Nobles, Shin prepara su despegue desde el territorio de Dniéper hacia el frente Europeo junto con Jean Lowe en un nuevo sistema de flote con autonavegación. Al mismo tiempo, La W-0 prepara el lanzamiento del Carruaje de Apolo con el fin de detener al Ark Fleet, convencido de tratarse de una conspiración por parte de Euro Britannia. Después de que ambos equipos se crucen en el camino, el escuadrón Wyvern asalta al Galia Grande posicionada en el Mar del Norte, donde Ashley estaba esperándolos desde las sombras tras conocer la verdadera identidad del asesino de su camarada. Para su sorpresa, son emboscados por una división de seguridad que habían previsto esta clase de estrategia. Después de la comunicación con el General Smilas, Leila informa en una transmisión las intenciones de Ark Fleet y su origen, la ocupación que tienen en Europa y finalmente termina por revelar su identidad, en una sincronía con el equipo Wyvern mientras enfrentaban al supuesto grupo terrorista. Finalmente, Ashley hace su presencia con su nuevo Knightmare disparando a monstruosas cantidades elminando a su propia equipo de defensa y ocasionando problemas al escuadrón con una armadura impenetrable. En un momento crítico, Akito dispara en un punto clave anulando el uso de un Gatling de Ashley y ganando ventaja cuando la munición de éste quedara en 0, sin embargo es humillantemente atacado cuando Ashley revela otra arma oculta manteniéndolo a distancia y disparando contra el Alexander, destruyendo el ojo derecho de su cara dando la impresión de un "frenesí heterocrómico", en donde despierta la furia de Ashley contra la locura de Akito sumergido por el Geass. A pesar del equipamiento, el Alexander obtiene una amplia ventaja en combate dejándolo al borde de la destrucción mientras se activaba el sistema BRS, Al que Ryo, Yukiya y Ayano reconocen en esta ocasión. Una vez que Leila se gana el apoyo de todos los ciudadanos europeos, Akito es finalmente liberado parcialmente de su maldición gracias a su equipo y evitando que asesine a Ashley con sus propias manos de manera literal, dando la oportunidad a que este último obtenga su venganza, pero al final se da cuenta de que se quedó sin municiones tras haberlas gastado en el Alexander, creyendo que fue mala suerte y acepta su derrota de manera pacífica, pero las bombas que estaban ocultas explotan de manera simultánea perdiendo la comunicación con el Castillo Weiswolf y dejando colapsado emocionalmente al escuadrón, especialmente a Leila, donde la situación empeoraba con la presencia de un intruso: Shin dirigiéndose al castillo.
Tras rearmarse de valor, Leila y todo el equipo frenan la potencia del Vercingetorix gracias a la activación del muro, pero quedándose en alerta las 24 horas debido al poder abrumador del equipo. Poco después de que llegaran los refuerzos de los Caballeros de San Miguel y del paradero de Suzaku Y Kingsley, el General Smilas informa y engaña al público europeo sobre la muerte de Leila debido a la invasión de Britannia y aprovechando la oportunidad para consolidarse como emperador De facto e iniciar una guerra directa contra Euro Britannia. Una mañana después de que Shin tuviera alucinaciones de las personas que el asesinó, Leila y Klaus van a realizar negocios con el frente enemigo mientras Anna y Oscar Hammel esperaban por su regreso preparando un respaldo por si algo sucediese. Mientras comenzaba a nevar, Leila y Klaus finalmente conocen a Shin e intentan realizar su redención de manera pacífica, pero una vez que Leila expresa sus ideas de vida, Shin comienza a perder el estribo revelándo su verdadera naturaleza y estableciéndo su propósito indicando también que Leila fue usada para un beneficio egoísta. A pesar de esto, Leila rechaza su punto de vista agotando la paciencia de Shin quien intentó matarla con su Geass, pero esto terminó en fracaso cuando inconscientemente, el Geass de Leila se activa anulando el de Shin, y devolviéndole un fuerte dolor ocular. Es aquí cuando se reconoce el verdadero plan de Shin: Tomar el carruaje de Apolo y sobrecargarlo con Sakuradita para atacar directamente a Pendragon, la capital de Britannia buscando asesinar tanto al emperador como a su familia y al resto de la nobleza, causando una guerra por parte del imperio que se masifica con las colonias en pos de revolución, logrando su objetivo de formar un "matadero puro". Si bien todo estaba perdido debido a que Shin ordenó el asesinato de Leila y Klaus, son interrumpidos por un disparo de Yukiya desde el cielo, precisamente desde el motor de flote del Galia Grande conectado al Globo de Observación, mientras Ashley y Akito bajaban hacia donde ocurría el conflicto. Shin prepara su Knightmare para recibirlos y enfrentarse a su hermano menor para controlarlo una vez más, a pesar de que Leila interrumpe este encuentro una vez más, Shin ordena a Akito a asesinarla de manera similar como lo intentó con Ashley pero en esta ocasión, la instrucción no funciona y toma a Leila en sus brazos para escapar junto al bote en donde llegaron saltando en él, y viajando en compañía de Klaus y Ashley. Tras notar el regreso del Alexander y Leila, Oscar y Anna los reciben con los brazos abiertos.
Poco después de que Ryo y Ayano escaparan según el plan, Yukiya permanece en el cielo lanzando una bomba de elaboración casera dañando en gran número a las órdenes Blanca, Verde y Azul de San Miguel, pero tras recibir las coordenadas dictaminadas por Shin, lanzan un ataque con un armamento específico dando en el blanco y cayendo en derrota, dejando incierto el futuro de Yukiya ante los ojos de Ayano y Ryo. Es en ese momento donde Shin, dentro de su Knightmare, informa a Akito de que asesinará a todas las personas que él ama, justo delante de él.

## Geass

Símbolo del Geass

A diferencia de la serie central, el Geass queda en un tercer plano para dar paso a las situaciones de Europa y las batallas de Knightmares, o al menos eso es lo que está presente en los primeros 2 episodios. Por ende, las especificaciones del Geass tanto de los usuarios como de los afectados no están del todo claros, a menos que se acceda a un material oficial como libretos.

Geass de Shin: El efecto de su Geass consiste en que su víctima, siempre y cuando fuese alguien que mantnga un vínculo afectivo, cometa un suicidio. Este poder es consecuencia de su interpretación personal sobre lo que es el mundo: un lugar hostil al que cree que la muerte es la liberación, y consiguió el poder cuando era muy joven tras haber asesinado a su padre, quien si poseía su poder anteriormente y al morir, se manifestó en un cráneo con el símbolo en la frente. El Geass también posee el efecto de informar a Shin sobre la situación final de la víctima si realizó su acción o no; en el caso de Akito, el único que sobrevivió a causa de que era joven para entender el concepto de muerte, le permite a Shin la oportunidad de controlarlo al darle órdenes. También se ve que otro de sus efectos es de poder ver el alma de sus víctimas y contactarlas. 
Al parecer, Shin desconoce los límites de su Geass al intentar asesinar a Leila, pero su efecto no puedo realizarse debido a que no compartía un vínculo emocional hacia ello y recibió el efecto del Geass de ella en su lugar. Cuando su Geass alcanza el máximo poder, se ve que puede influenciar, a través de Akito y el sistema nervioso del BRS, el mismo estado que su hermano menor a personas distintas como Ashley al punto de tele transportarse hacia los recuerdos de Shin.  

Geass de Leila: Leila posee la habilidad de conectar la mente de las personas, nacido de un deseo para lograr que ambos rivales se entiendan el uno al otro. Fue dado por C.C poco después de ser rescatada en un lago, sin embargo, a diferencia de pactar un contrato, C.C le dio la elección a Leila de usar su Geass o no ya que era muy joven para ello, pero debe activarlo antes de alcanzar su etapa de adultez o desaparecerá. Por esta razón, es que su Geass es más bien un "fragmento" (dicho por la  Administradora del Espacio - Tiempo) que un Geass tradicional, razón por la cual su poder es de un único color celeste; este color se vio por primera vez en los materiales prémium de las máquinas pachislot de Code Geass de la mano de Sammy, previo al lanzamiento del primer episodio.

Geass de Julius Kingsley: El Geass está cubierto por su peculiar parche en su ojo derecho debido a que está permanentemente activo. Sin embargo, es revelado tras quitárselo por desesperación ante la presencia de Shin, cuando su identidad resurge temporalmente como Lelouch vi Britannia. Debido al efecto del Geass del Emperador, Julius no parece tener noción alguna sobre la posesión de este poder.

## Knightmare Frames
| Número de serie          | W0X Type-01 |
| Afiliación               | W-0 (wZERO) |
| Fabricación              | U.E |
| Tipo de Unidad           | Knightmare Frame de 7° Generación (Prototipo)                                                                             |
| Formulario de producción | Producción en masa |
| Altura Total             | 4.39 metros |
| Peso                     | 6.73 toneladas métricas                                                                                                   |
| Armamento                | 2 rifles de asalto lineal WAW-04 de 30 "Judgment" mm 2 cuchillas "Uruna Edge" (escondidas) 2 Tonfas con función de estaca |
| Tripulación              | 1 Persona |
| Piloto                   | Akito Hyuga |

La novedad principal de esta obra, es el uso de la animación 3D tanto para el uso de estas máquinas como en cualquiera de las otras franquicias de su categoría, así como también el manejo de otros equipos, destituyendo fervorosamente a las tradicionales luchas dibujadas mano a mano. Con este resultado, trae como consecuencia un disgusto (o tal vez rechazo) por parte de los fanáticos de sus predecesoras cronológicas, pero logrando a la vez, una fluidez detallada en cuanto a combates más cercanos a las películas de acción comparado con la serie en general, y combinado con el desarrollo de la historia, deja esta innovación de por sí como el "plato fuerte" de la obra.
El Knightmare protagonista de esta obra es el Alexander, llamado así en honor al hijo del Rey Felipe, Alejandro Magno. Este modelo es una producción en masa por parte de la Unión Europea, desarrollado por Anna Clement, con el fin de ser utilizado por Elevens para ser sacrificados en combate. El modelo dispone un único sistema híbrido en el que puede ser usado como insecto cuadrúpedo, así también como bípedo. Su versatilidad en combate es impresionante, tanto es así, que por causa de Akito Hyuga (bajo los efectos del Geass), este Knightmare se lo conoce como El fantasma de Aníbal.
Normalmente, también aparecen los clásicos modelos Sutherland, Glasgow y los Gloucester (este último estará personalizado con colores correspondiente a cada armada). También habrá Knightmares exclusivos solo para esta franquicia.

Knightmares pertenecientes a la Armada Europea
- Alexander Tipo 01: El Knightmare general de la W-0. Actualmente el único modelo disponible le pertenece a Akito Hyuga, ya que al principio las demás unidades fueron autodestruidas en la primera película. Este ahora posee un neuro dispositivo que lo conecta con los siguientes modelos del Alexander, y como resultado, la fisonomía interna del equipo es "descubierta" (como en Gundam Seed).

- Alexander Tipo 02: Es una variante de la producción en masa del Alexander, y está diseñado para los demás miembros del escuadrón gracias a los datos de Akito. Cada uno de estos modelos pueden ser diferenciables en su rostro, y en las armas específicas.

- Alexander AI: Desarrollado por la Inteligencia Artificial, estos Drones están controlados por un Operador para la distracción del enemigo, y son excelentes en cuanto a movilidad.

- Alexander Valiant: Es una actualización que modifica radicalmente el diseño de los máquinas Alexander gracias a los datos de experiencia en combate obtenidos en los modelos Type02, mejorado con una superficie blanda, con armas dedicadas. Prácticamente son de color azul, y las franjas pueden variar según el modelo en colores naranja, verde y violeta.

- Panzer Hummel: Knightmares bípedos frecuentes del Ejército Europeo. El color de estos equipos puede variar dependiendo de cada Estado Federal.

- Gardmare: Un arma móvil usada por la U.E para la escolta militar y protección. A pesar de que estos equipos son fácilmente destruidos por un Knightmare como el "Glasgow", son capaces de realizar maniobras acrobáticas.

- Globo de Observación Militar de la U.E: Un dirigible de difícil altura visual, utilizado para controlar las operaciones del ejército desde el Castillo Weisswolf. La unidad de cámara de alto rendimiento se monta en la parte inferior del fuselaje.
- Alexander Liberté: Es una actualización del Alexander Tipo 01 en preparación para la batalla contra los caballeros de San Miguel. Posee una katana y una armadura hechas de Schrötter Steel gracias a los datos de Ashley, y creada con el "Element Printer" del castillo Weisswolf.
- Alexander Red Ogre: Es un Knightmare construido para Ashley Ashura tras haberse unido a la W-0. Su armamento consta de 2 sables, 2 cuchillas y un rifle con municiones alrededor de su cuerpo.

| Número de serie          | W0X Type-02 "Valiant"                              |
| Afiliación               | W-0 (wZERO)                                        |
| Fabricación              | U.E                                                |
| Tipo de Unidad           | Knightmare Frame de 7° Generación                  |
| Formulario de producción | Producción en masa                                 |
| Altura Total             | 4.39 metros                                        |
| Peso                     | 6.73 toneladas métricas                            |
| Armamento                | Variables según cada modelo                        |
| Tripulación              | 1 Persona                                          |
| Piloto                   | Leila Malcal Ryō Sayama Yukiya Naruse Ayano Kōsaka |

Knightmares pertenecientes a la Euro Britannia
- Vercingetorix: Un gigantesco Knightmare dorado (del tamaño aproximado al "Gawain" de Lelouch) con la funcionalidad de convertirse en un Centauro. Piloteado por Shin Hyuga Shaing, La espada de este equipo está diseñada con engranajes giratorios.

- Gracchus: Un Knightmare similar a los Sutherland con el clásico diseño de un caballero celta, piloteado por Jean Low. Usualmente sirve para escoltar el Knightmare Frame, Vercingetorix.

- Gloucester Espadachín: En contraste con los modelos de producción en masa de Britannia, estos modelos ponen un mejor énfasis a las batallas de corta distancia, y están equipados con espadas a los costados de la cabina, además de poseer las clásicas lanzas. Son personalizables en cuanto las decoraciones en la cabeza, colores, capas, y llevan los símbolos pertenecientes a la Caballería preestablecida.

- Glasgow: El color de este vehículo es variable en cuanto a región. Este Knightmare originalmente pertenecía a la mafia, hasta que Ryo lo utiliza para secuestrar al general de la U.E

- Sutherland de los Caballeros de San Rafael: Una variación del equipo con tonos de azul, blanco y violeta.

- Sutherland E.U: Es prácticamente el mismo modelo visto en la serie con algunos detalles.
- Sutherland Drone: Equipos construidos con los datos de los Alexander drones. Disponen de una cabina transparente conectada a una cabeza "cíclope".

- Liverpool: Una máquina bípeda de tipo tanque con un cañón potencial de fuego de excelente impacto, pero es más lento que el Alexander AI.

- Ahura Mazda: Utilizado por Ashley Ashura para la defensa del Galia Grande, es un Knightmare de gran tamaño de colores rojo y amarillo cuya característica principal son sus triples armas Gatling en ambas manos.

- Base G1: Un vehículo de comando para batallas terrestres. Los colores cambian dependiendo de las armadas correspondientes de la Euro Britannia.

- Arma Ferroviaria Especial: Equipado con un cañón de gran calibre que alcanza una increíble distancia generado grandes impactos, pero su movilidad es casi nula debido a su gigantesco tamaño.

- Galia Grande: Es una enorme nave de vuelo perteneciente a la armada y lanzada por el grupo terrorista 'Ark Fleet'. Además de disponer el equipamiento de múltiples Knightmares, el Galia Grande posee también torretas de autodefensa.
- Canterbury: Un armamento de artillería pesada comparable al Raikou del Frente de Liberación Japonesa vista en la serie. Se trata de un cañón electromagnético autopropulsado que dispara proyectiles de alta velocidad. Ssu poder destructivo es de varias órdenes de magnitud, capaz de derribar un arca de gran altitud.

Knightmares pertenecientes a Britannia
- Lancelot: El primer modelo de producción en masa está personalizado con una flor grabada en la frente dorada, y un slash harken de color azul, adornado con el emblema del Caballero de Honor de la difunta Princesa Euphemia. Cuenta con una potencia abrumadora en combate.

## Personajes
Artículo Principal: Personajes de Code Geass: Akito The Exiled

### Akito Hyūga
Seiyu: Ryoka Yuzuki (Niño)  Miyu Irino (Joven)  / Actor: Federico Viola 
Es el protagonista principal de la obra. Es un piloto de Knightmare con rango de Teniente en la unidad especial W-0, quien escolta a la comandante Leila Malcal. A pesar de que no posee emociones ante situaciones normales, está bajo los efectos del Geass, lo que lo convierte en un guerrero a modo de Berserker cuando pilotea un Knightmare. Relacionado con esto, tiene un pasado oscuro en su infancia que aún se espera descifrar.

### Leila Malcal
Seiyu: Maaya Sakamoto  / Actor: Emanuela Pacotto 
Es la protagonista de la obra, y la heroína principal. Es una comandante que lidera al esquadrón Wyvern y proviene de una familia de aristócratas de Britannia. Tiene una fuerte ideología en cuanto a derechos humanos (no acepta que soldados japoneses sean sacrificados en batalla, ni tampoco que se los llame 'Elevens') por lo que siempre intenta en todo lo posible que sus soldados salgan con vida, y que regresen a casa. Posee un Geass en su ojo derecho, pero se desconocen sus efectos.

### Ryo Sayama
Seiyu: Satoshi Hino  / Actor: Roger Mantovani 
Fue líder de un grupo de 'Elevens' que vivían en forma subterránea, y solo sobrevivieron él, Yukiya y Ayano. En contraste con los Caballeros Negros, el busca un lugar al cual pertenecer, y la liberación de todos los japoneses, por ende, no tiene problemas en matar a cualquiera que se interponga en su camino. Termina uniéndose al escuadrón de Leila para no ser asesinado por intentar raptar al General Smilas. Tiene un buen sentido del humor, y es inteligente cuando sabe que está en problemas.

### Yukiya Naruse
Seiyu: Yoshitsugu Matsuoka  / Actor: Federico Zanandrea 
Es un experto en bombas, armas y tecnología, preferentemente a la recolección de datos y los hackeos de sistemas. Es extremadamente adepto a ello, y la seguridad militar, por más alto que parezca, no puede detectarlo. Es capaz de autosacrificarse para el bienestar de otros además de poseer una saludable dosis de "sarcasmo", y una sonrisa maléfica cuando intenta salirse con la suya. También tiene buena puntería con un impresionante rifle de largo alcance.

### Ayano Kōsaka
Seiyu: Yōko Hikasa  / Actor: Deborah Morese 
Es una chica perteneciente al grupo de Ryo, y la más joven del equipo. Poseía una katana entregada por sus generaciones anteriores, hasta que fue confiscada por Leila Malcal para luego retirarla con el ingreso de Ayano. Es debido a esto que no tiene una satisfacción con la vida como recluta, así como tampoco confía en Akito.

### Shin Hyūga Shaing
Seiyu: Masaya Matsukaze  / Actor: Alessandro Zurla 
Es un caballero de Britannia que trabaja para la armada, específicamente en los Caballeros de San Miguel. Es el hermano mayor de Akito y el responsable de que este tuviera los efectos del Geass a la hora de matar en combate, ya que originalmente, la idea era que Akito muriera junto con otras personas en el templo, pero por extrañas razones fue revivido. Luego de esto, fue adoptado por una enriquecida familia de Britannia en la que un tiempo después, termina convirtiéndose en caballero.

### Ashley Ashura
Seiyu: Takuma Terashima  Actor: Max Di Benedetto  
Es un piloto de Knightmare, y capitán del Equipo Ashura, de los Caballeros de San Miguel, por lo que es resaltado en una vestimenta roja, así también como un Knightmare exclusivo para él. La razón de esto, es porque es un piloto imbatible en combate, gracias a la extrema pasión que siente a la hora de pelear a muerte, y una locura inmesurable. Es demasiado parecido a Akito en cuanto algunos detalles físicos como el pelo, y a la vez, es el opuesto de este mismo.

### Suzaku Kururugi
Seiyu: Takahiro Sakurai  / Actor: Davide Perino 
Suzaku está promovido bajo el título de Knight of Seven, y su función es escoltar al estratega Julius Kingsley. Es en este periodo donde el Lancelot es bautizado como el "Demonio Blanco".

### Julius Kingsley
Seiyu: Jun Fukuyama  / Actor: Massimiliano Alto 
Es un consejero militar enviado por el Emperador hacia las tierras de la Euro Britannia, en compañía de Suzaku Kururugi para poner en jaque a las operaciones de la República de Europia y posteriormente, también a la Euro Britannia. Tiene un parche en su ojo derecho por razones desconocidas. Es en realidad Lelouch vi Britannia amnésico luego de sufrir los efectos del Geass de su padre, el emperador Charles Vi Britannia.

## Terminología

### Comisión de los 40
La República Unida de Europa cuenta con tres presidentes, quienes han estado operando en el centro del comité de los cuarenta que fueron elegidos democráticamente en las elecciones. El Comité de las Cuarenta personas se estableció después de la revolución. Es la organización que combina las funciones de los poderes legislativo y ejecutivo. Actualmente está compuesto por más de 200 miembros.

### W-0
El escuadrón Wyvern o llamada también W-0/wZERO, es una unidad creada por las Fuerzas Especiales de la U.E, con el objetivo de combatir a la armada del Sacro Imperio de Britannia, o al menos eso es lo que ven los ciudadanos europeos. La intención de la Unión Europea con esta unidad, era de reclutar a exiliados japoneses ("elevens", en la serie) en lugar de civiles europeos. Esto es con el fin de evitar perdidas de su ciudadanía, y para deshacerse de aquellos extranjeros que alguna vez tuvieron un lugar propio; en otras palabras, el escuadrón fue creado para que los reclutas ex-japoneses mueran por los europeos en las líneas del bando enemigo. Para ello, los sistemas de expulsión de los Knightmares fueron retirados.
La condición que establecía la W-0, era de ofrecer un hogar dentro del territorio europeo si los soldados logran las operaciones con éxito, dentro de una tasa de supervivencia bastante escasa. De por sí, la W-0 posee un logotipo basado en un dragón serpentino de color carmesí, y lleva 2 alas de Pluma de vuelo en los costados. Para la Euro Britannia, el escuadrón Wyvern es conocido por presentar al Fantasma de Aníbal, con ataques sorpresa.

### Castillo Weisswolf
La base de la W-0. Se basa en un viejo castillo (cuyo nombre significa "Lobo Blanco" en alemán) situado en la frontera de Francia y Alemania, a 1000 km de la frontera con Euro Britannia. El castillo se sitúa en una isla en el medio de un lago, rodeado por un denso bosque y ruinas del imperio romano localizado en medio de un bosque cerca de un lago, aunque su interior ha sido renovado en gran medida como una instalación militar.
Su red de defensa consistía en al menos tres capas: torretas automáticas (un modelo personalizado de Panzer-Hummels producidos en masa), campos de minas y varias "paredes" hecha de metálicos que fueron almacenados bajo tierra, pudiendo elevarse en casos de emergencia. 

### Sistema de Incursión Cerebral (BRS)
Desarrollado por la neurociencia de la W-0, el Sistema BRS (Brain Raid System) Se pretende que con la información sensorial de forma covalente entre el piloto y el equipo (el Alexander) por dilatar, puesto a punto a través de la conciencia, permiten captar mejor la situación táctica con precisión tridimensional. Sin embargo a través del neuro dispositivo, que paralelizan el cerebro del piloto para compartir el flanco de la información visual con los demás tripulantes, los efectos del Geass por parte de Akito tienen influencia en Ayano, Ryo y Yukiya. Esto es porque a pesar de no tener vinculaciones familiares, tienen un 80% de similitud y compatibilidad que se desencadenó entre la alta cantidad de tasa de precisión, logrando una sincronía de combate a un nivel de Berserker.
En efecto, la unidad "W0X Type 01" (modelo de Alexander correspondiente de Akito) "abre su cara" mostrando un mecanismo de color rojo oscuro resultando aterrador contra quien lo enfrente, y los modelos "W0X Type 02" (correspondientes a Ayano, Ryo, Yukiya), cambian la iluminación led de los rostros de un color turquesa, a color rojo. Leila fue la única que no llegó a ser influenciada por los neurodispositivos debido a que no era compatible mentalmente.

### Eleven
Gentilicio (o nombre) dado a los japoneses luego de que formará parte del Imperio de Britannia llamándose Área 11 (Area Eleven en inglés). En Europa, los elevens son refugiados en guetos construidos en Isla de la Cité, o también viven bajo tierra. El estado no considera a los elevens como ciudadanos, y para ello deciden recrutarlos con el fin de otorgarles un hogar, si ellos consiguen la libertad para la armada europea.

### Calendario Revolucionario
A diferencia del Calendario a.t.b (Ascensión del Trono de Britannia) mostrado en la serie, en Europa utilizan un calendario contado a partir de la Revolución Francesa, en la estela del Antiguo Régimen Francés, que fue derribado en 1790. A partir de 1789 hasta la trama de Akito, han pasado 228 años del Calendario Revolucionario en Europa en equivalencia al 2017 del calendario imperial a.t.b.

### Euro Britannia
Es la subdivisión tributaria del Sacro Imperio de Britannia con raíces europeas y es la principal antagonista de la UE.
Antes de la exitosa invasión de la mayor parte de Europia occidental por parte del Sacro Imperio de Britannia, la Euro Britannia se localiza en Rusia y en los países del Cáucaso. Es posible que después de Francia, los Países Bajos, Bélgica, Portugal, España y Suiza se hayan convertido en parte de este sub-imperio después de la caída de Europia. Al igual que con el Sacro Imperio de Britannia, la Euro Britannia no tiene control sobre las islas británicas a pesar de que su nombre lo indique.
Su historia data en el siglo XVIII, donde la insatisfacción del sistema de envejecimiento de las monarquías europeas fue variando en aumento. Todo lo que se necesitaba para una revolución era una chispa. Esa chispa se produjo después de que las relaciones entre el pueblo de Francia y su gobierno se corrompieran, logrando que la Revolución Francesa barriera el continente y que los revolucionarios invadieran las principales potencias europeas. Con el tiempo, Britannia siendo amenazada tuvo su derrota en Trafalgar lo que trajo a las islas británicas en el seno de la Unión Europea naciente, que obligó al gobierno de Britannia a huir hacia el Nuevo Mundo. A ellos se les unieron por antiguos pertenecientes a la ex nobleza europea, huyendo de la persecución revolucionaria.
Siendo parte del Sacro Imperio de Britannia, el Gobierno Euro Britanniano tiene casi la misma estructura que lo que se ve en las áreas de Britannia y en la parte continental de la misma, pero con posesión de mucha más independencia. A la cabeza de este sub-imperio, El Gran Duque, quien es actualmente Augusta Henry Highland, actúa como el soberano de este sub-imperio y es asistido por la nobleza que son de ascendencias europeas. El Gran Duque de Verance reside en el Palacio de Catalina, que está a las afueras de la capital, San Petersburgo.
Como soberano al Imperio, el gobierno de Euro Britannia goza de una autonomía mucho mayor que un gobierno virreinal de una zona Britanniana, capaz de dictar sus propias políticas sin interferencia del Gobierno central de Britannia. La posición del gobernante de Verance es efectivamente, un Emperador en todo menos en el nombre, sólo con el emperador del Sacro Imperio de Britannia siendo la más alta autoridad como gobernante sobre todas las áreas de Britannia.
La infantería de la Euro Britannia es a la vez una extensión de la armada Britanniana y es una separada lealtad militar al sub-imperio. Como tal, la armada militar es claramente una imagen reflectante para el grueso del ejército cercano a Britannia, usando todas las armas conocidas y al igual que la parte continental, utiliza el Sutherland como su marco principal de Knightmares de Britannia. La única diferencia visual es que estos Knightmares tienen un esquema de color ligeramente alterado.
Además, Euro Britannia tiene mando sobre cuatro órdenes de caballería: los Caballeros de San Miguel, San Rafael, San Uriel y San Gabriel. Se establecieron estas órdenes para actuar tanto como espada y escudo de la Euro Britannia, y su primer deber es proteger al imperio de todas las amenazas. Cada orden es un grupo de caballeros altamente capacitados, comandado por un Gran Maestro y que ejercen únicas modelos de Knightmares.
Muchos años después, los descendientes de estos nobles que forman parte de Britannia han vuelto a recuperar su antigua patria. Ellos ahora componen la clase dirigente de la copa Euro Britanniana. Todos ellos creen que República de Europia es un "fantasma" de la revolución, cuyos gobernantes sólo se preocupan por sí mismos y no son mejores que las mismas personas que trataban de retirar del poder, haciendo que su guerra por lo tanto quede completamente justificada. La Euro Britannia probablemente se estableció en algún momento después de que el Sacro Imperio de Britannia conquistara Rusia como la primera esfera de expansión después de las guerras mundiales. Desde ese entonces, Euro Britannia ha estado en guerra con Europia y ha actuado como frente oriental del Sacro Imperio de Britannia en contra de sus rivales europeos. En algún momento, Charles zi Britannia envió a Julius Kingsley y a Suzaku Kururugi para tomar el mando sobre la Euro Britannia, que más tarde produce una disputa entre ellos y que, finalmente, llevan al colapso de la misma.
La bandera de la Euro Britannia es similar al de su imperio patrio, con la salvedad de que se diferencia en un escudo personalizado con cadenas doradas y una serpiente.

### Cuatro Caballeros Sagrados
Adicionalmente, Euro Britannia tiene el mando sobre las cuatro órdenes de caballería. Se establecieron estas órdenes para actuar como la espada y el escudo de Euro Britannia, y su primer deber es proteger el imperio de todas las amenazas con cada pedido que componen los caballeros de élite, comandados por un Gran Maestro y que disponen de únicos Knightmare Frames. Los Grandes Maestros tienen una fuerte influencia política en el gobierno como la nobleza que consulta las posiciones políticas de las órdenes antes de tomar sus decisiones. Su primer deber es proteger a su patria de todas las amenazas y actuando de manera similar a los Knight of Rounds en Britannia.
Hay cuatro órdenes en total, cada uno dirigido por un Gran Maestro. En tiempos de emergencia, la Cámara de los Nobles puede otorgar poderes de emergencia a las órdenes de caballería, dándoles poderes marciales por encima del estado y militar. Las Cuatro Caballeros Sagrados, a un lado de su nombre ceremonial, están con cada ejército por su cuenta teniendo acceso a equipos formidables de Knightmares, destacablemente los Sutherland, Gloucester Swordman, Liverpool y Gracchus, cada uno con su respectivo color correspondiente.
Los Grandes Maestros de los Cuatro Caballeros son líderes de su respectivo orden, y sirven como Lords y generales en Euro Britannia. Similar a los Knight of Rounds, tienen influencia militar y política significativa. De hecho, al menos uno de los Grandes Maestros perteneció alguna vez a dicho grupo. Los Grandes Maestros están por encima de la Casa de los Nobles en la autoridad, y solo por debajo del Gran Duque de Verance, quien puede nombrar a un miembro de la Orden como un Gran Maestro.
En tiempos de paz, sirven como asesores políticos y militares y en apoyo del Gran Duque. Los cuatro caballeros se dividen en:  
- Los Caballeros de San Rafael: Dirigido por Andrea Farnese. Es representado por el color Azul. Posee un escuadrón llamado "los Caballeros de Seraphin".
- Los Caballeros de San Miguel: Dirigido por Shin Hyuga Shaing. Precedido por Michelle Manfredi. Es representado por el color Rojo. Posee un escuadrón llamado "El Equipo Ashura".
- Los Caballeros de San Gabriel: Dirigido por Gaudefroy de Villon. Es representado por el color Verde.
- Los Caballeros de San Uriel: Dirigido por Raymond du Saint Gilles. Es representado por el color Naranja.

Cabe destacar que cada líder tiene la capacidad, y posición de un miembro de los Knight Of Round (Los Caballeros de la Tabla Redonda). Por ende, es común que lleguen a tener equipos especificados de 7° Generación para ellos, aunque con excepción de Shin Hyuga Shaing, el resto de los líderes manejaban Gloucesters personalizados en contraste a los líderes de sus escuadrones, poco antes del desarrollo de Camelot.

### Casa de Nobles
Conocida como la Gran Unión Aristocrática es la concentración de la nobleza Euro Britanniana bajo el comando de Augusta Henry Highland en el desafío de ocupar los terrenos de su contraparte democrática. Ellos destacan acuerdos de las posiciones políticas de los Grandes Maestros de los Cuatro Caballeros Sagrados teniendo además, la fuerte equivalencia comparable a la de su nación patria. Cuando el Gran Duque de Verance queda encarcelado, Shin les propone tomar toda la autoridad en la frontera euroasiática, de manera inversa a lo que sucedió en la Europia Unida.

### Cetro Imperial
Un símbolo autoritario del emperador. Julius Kingsley lo usa como prueba para establecer su autoridad sobre la Euro Britannia, pero termina excediéndose gracias a su plena confianza. Tras su partida, el cetro queda envuelto con el parche característico del estratega.

### Frente de Liberación Mundial: Ark Fleet
Es una organización terrorista que causa la interrupción del suministro eléctrico a gran escala en París haciendo estallar la planta de energía eólica en Mar del Norte. El grupo notifica su delito por medio del hackeo de transmisión hacia el público europeo, mostrando su interés por la capital del estado. Este aviso generó grandes disturbios en lugares como Berlín o Ginebra, así también como París por falta de información y rumores sobre dirigentes que escaparon hacia Britannia viéndose afectadas, el hogar de la familia Malcal y las industrias Clement.
En realidad, es una campaña generada por Julius Kingsley, con el fin de atacar a todo el ejército sumergiendo a la población de la U.E, al miedo y a la dominación. El ejército de Varsovia se ve obligado a abandonar la línea de frente. Situación en la que el gobierno promueve también la oportunidad de facción al General Smilas.
La bandera de este grupo consta de una mano sujetando un rayo, y las iniciales del grupo a cada lado correspondiente.

## Producción
La serie fue anunciada por primera vez el 5 de diciembre de 2009, durante la proyección en vivo del picture drama Kiseki no Birthday, en conmemoración al cumpleaños de Lelouch. Para abril de 2010, la página web dispuso una imagen en la que el nuevo proyecto de Code Geass tiene "luz verde", mensaje que terminó firmado por Zero. Después de que se supo de que Kazuki Akane dirigirá el proyecto, se confirmó que la historia tomará lugar entre las 2 series de Lelouch of The Rebelion, teniendo como nombre piloto, el término "Gaiden" antes de ser suprimido definitivamente .
Si bien originalmente eran 4 capítulos en un principio, sufrió un retraso con el 3° episodio cuyo lanzamiento estaba planeado para la primavera del 2014, aunque el equipo afirmó que la espera entre el lanzamiento en BD y DVD del episodio N°3 y las proyecciones del 4° episodio sería lo más corta posible. Finalmente, el 2 de mayo de 2015 tras su estreno oficial en los cines japoneses, se reveló que la historia ha sido extendida a 5 episodios justificando así su desplazo durante el 2014, debido al éxito del 2° episodio como también su complejidad en la trama y buena aceptación por parte del público.
Anteriormente, en Code Geass se referían a la república europea como "Euro Universo" (ユーロ・ユニバース, Yūro Yunibāsu). Sin embargo, su nombre fue oficialmente cambiado a Europia United acorde a los tráileres y la misma web de Akito the Exiled.

## Ediciones en Blu-ray y DVD
Acorde a Sunrise, cada 3 meses, determinadamente posteriores al estreno en cine, se comercializan los episodios en Blu-ray y DVD, para después volver a anunciar otro episodio en los siguientes 3 meses posteriores al lanzamiento casero.
Con respecto a cada episodio, las ediciones especiales en Blu-ray, incluyen por lo general:
- Una cubierta realizada por Takahiro Kimura cuyas portadas delanteras y traseras están representadas por cada personaje caracterizado en la obra (2 por cada entrega hasta el 3° episodio aumentando en los restantes).

- El primer episodio incluye un Drama CD titulado: "Una tarde en el distrito N°8 de París"(パリ、第8区の午後 Pari, dai-hachi-ku no gogo), que cuenta los días de Leila poco antes de ser ascendida a comandante. Del segundo episodio en adelante, consta de un Picture drama para cada entrega contando respectivamente el testeo y explicación detallada del sistema BRS, la decisión de Ashley en zarpar al Ark Fleet y el incidente vaporoso con el alcohol de Klaus.

- Un detrás de escena de la animación.

- Videos promocionales.

- Comentarios en audio.

- Manuales provisionales y sketches de los personajes.

- Postales con las ilustraciones en los créditos (hasta el 3° episodio, contando en adelante con fotos estáticas vistas en los capítulos).

En total, hay 3 ediciones contando la edición especial para Blu-ray y las ediciones regulares para este mismo, y en DVD. Sin embargo, ambas ediciones en Blu-ray incluyen subtítulos en inglés, y son diferenciables en cuanto al título de la obra (La edición especial utiliza el nombre occidental con otra fuente de letras, mientras que la regular, mantiene el logotipo original) mientras que en ámbito internacional, utiliza el logo oficial en inglés. No obstante, todas las versiones incluye un póster variable para cada edición.
Para el lanzamiento del segundo episodio, se lanzó un "Box-set" para almacenar los primeros 2 episodios de la Quintología. Posteriormente se lanzó un 2° Box-set un poco más ancho para incluir los episodios restantes personalizado esta vez con las vestimentas del episodio 3. Para el último episodio, se venderá un Box especial (diseñado por CLAMP de manera similar como lo hizo con los BD especiales de "Lelouch of The Rebelion") que incluirá la versión especial del 5° episodio, y que está preparada para el almacenaje de los previos Box-set.

### Lanzamientos en Japón e Italia
| # | Fecha en Japón          | Episodio N.º | Títulos oficiales en japonés                                               | Referencia | Fecha en Italia     | Título en italiano               |
| - | ----------------------- | ------------ | -------------------------------------------------------------------------- | ---------- | ------------------- | -------------------------------- |
| 1 | 29 de enero de 2013     | 1            | "Yokuryū wa Maiorita" (翼竜は舞い降りた) The Wyvern Arrives                | [ 9 ]      | 14 de marzo de 2013 | Il Wyvern si è posato            |
| 2 | 25 de diciembre de 2013 | 2            | "Hikisakareshi Yokuryū" (引き裂かれし翼竜) The Wyvern Divided              | [ 10 ]     | 12 de marzo de 2014 | Il Wyvern lacerato               |
| 3 | 26 de junio de 2015     | 3            | "Kagayaku Mono no Ten yori Otsu" (輝くもの天より堕つ) The Brightness Falls | [ 11 ]     | 20 de enero de 2016 | Ciò che riluce, dal cielo ricade |
| 4 | 28 de octubre de 2015   | 4            | "Nikushimi no Kioku kara" (憎しみの記憶から) Memories of Hatred            | [ 12 ]     | Anunciado           | Ricordi di Odio                  |
| 5 | 22 de abril de 2016     | 5            | "Itoshiki Monotachi e" (憎しみの記憶から) To Beloved Ones                  | [ 13 ]     | TBA                 | TBA                              |

En Italia, está licenciada bajo la editorial Dynit, cuyas ediciones solo se limitan en la edición especial en Blu ray, y la versión Standard en DVD. En Australia, corre bajo la licencia de Madman, pero no incluye ningún doblaje oficial para éste. FUNimation, recientemente consiguió las licencias para el relanzamiento de Code Geass, en la que también están incluidas las OVAs de Akito, pero todavía no se revelaron detalles sobre el doblaje oficial para este último.

## Personal
Creador original: Sunrise, Ichirō Ōkouchi, Goro Taniguchi
Director: Kazuki Akane
Screenplay: Kazuki Akane, Miya Asakawa
Coordinación composición de serie: Shigeru Morita
Diseño original de caracteres: CLAMP
Diseño de personajes: Takahiro Kimura
Director de animación en jefe: Shuichi Shimamura
Diseño de Knightmares: Akira Yasuda
Diseño mecánico: Kenji Teraoka, Takumi Sakura, Takashi Miyamoto, Astray's
Director de animación 3D: Eiji Inomoto
3DCG: Orange
Diseño de colores: Kumiko Nakayama
Director de arte: Takeshi Satou
Set de arte: Kazushige Kanehira
Director de sonido: Jin Aketagawa
Musica: Ichiko Hashimoto
Distribución: Showgate
Comité de Producción: Bandai Visual, Namco Bandai, Hakuhodo DY Media Partners, Bandai.
Temas de clausura:
- More Than Words (Episodios 1 al 3)
- Arco (Episodio 4)

Composiciones de Yoko Kanno, letras por Yuho Iwasato, cantada por Maaya Sakamoto.